# Aeroportul Regional Kearney
Aeroportul Regional Kearney (IATA: EAR, ICAO: KEAR, FAA LID: EAR) este un aeroport din Nebraska, Statele Unite ale Americii ce deservește zona Kearney⁠(d). Aeroportul a fost tranzitat în 2019 de 42.610 pasageri. A fost numit după zona deservită.
Situat la o altitudine de 650 m, aeroportul dispune de 2 piste.

## Infrastructură

### Piste
Aeroportul dispune de 2 piste. Pista 13/31 are suprafața de beton și dimensiunile 4.498 picioare × 75 picioare. Pista 18/36 are suprafața de asfalt și dimensiunile 7.094 picioare × 150 picioare. 